# ان‌جی‌سی ۴۹۲
ان‌جی‌سی ۴۹۲ (انگلیسی: NGC 492) یک کهکشان مارپیچی میله‌ای در صورت فلکی ماهی است.